# 江苏卫视

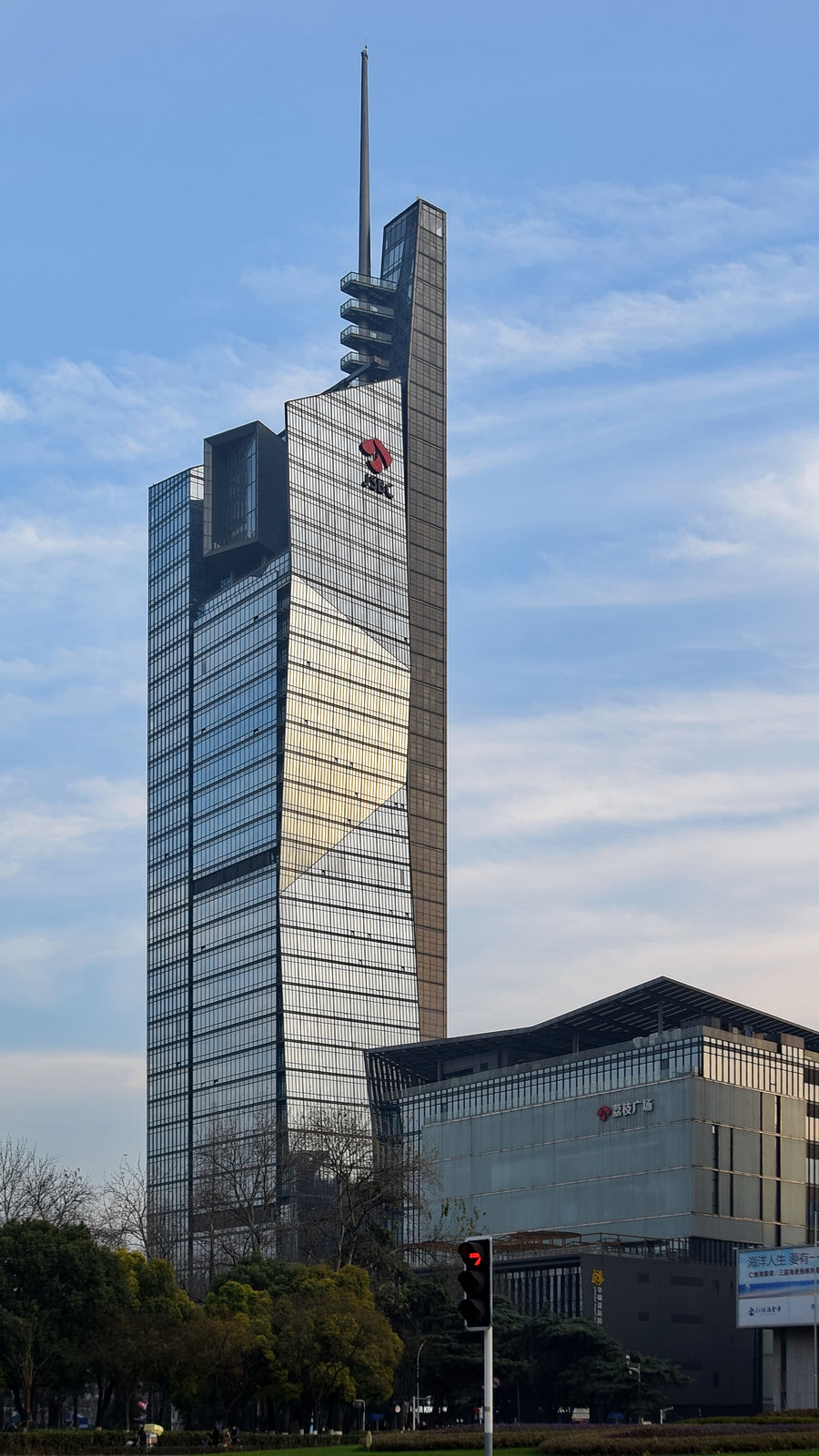
江苏卫视总部和荔枝广场

江苏卫视是江苏广播电视总台（集团）下属的卫星频道。昵称为“荔枝台”。

## 历史
1997年12月28日，江苏电视台第一套节目上星，呼号“江苏卫视”。
2004年伊始，江苏卫视定位为“资讯为核心，情感为特色”的频道，并于2月28日在南京举办江苏卫视“中国情感特色频道”发布会。
2010年江苏卫视全面升级，以“情感世界 幸福中国”为频道定位（2014年1月起改为“幸福中国”）。并在原有的江苏卫视台标的基础上添加水晶特效。逢“国家公祭日”当天，江苏卫视台标变灰并呈静态化，且当天暂停一切娱乐综艺节目、电视剧和广告的播出，全天报道“国家公祭日”和播放相关电影。
2017年9月6日凌晨，江苏卫视模拟信号的16:9节目播出方式由上下加黑边（Letterbox）方式显示16:9画面改为将16:9播出素材横向压缩成4:3，但是台标还是原先的4:3比例，导致用画面比例为16:9的设备收看该频道标清（模拟）信号时节目没有变形，但台标横向拉伸变形。2017年9月20日凌晨，模拟信号台标横向压缩成16:9格式，但测试卡和4:3含切边节目（主要是江苏广电总台新闻中心制作的节目）播出模式依然不变。2018年12月19日凌晨1:30，江苏卫视原数模兼容播出系统更换为新的全数字播出系统，测试卡及数码信号右上角的「高清」字样均发生了变化，台标质感也作出了调整，新闻节目实现全高清16:9播出。
2017年10月1日，为贯彻落实《中华人民共和国国歌法》相关规定，江苏卫视会在国庆节、国际劳动节等重要的国家法定节日、纪念日期间须在上午10点整播放国歌，国歌片带与央视播放版本一致。
2020年8月10日，江苏省全省的地面模拟电视信号停止播送，其中包括江苏卫视。至此，江苏全省的地面电视信号全面数字化、高清化播出。

## 节目

### 黄金时段节目编排
新闻节目為綠色；綜藝節目為金色；电视劇為米色；复播（精华版）時段為橙色。
|        | 18:00              | 18:30                  | 19:00                          | 19:30              | 20:00              | 20:20              | 21:10              | 21:20                | 22:00                | 22:20                | 22:50                | 23:00                | 23:20                | 23:35                | 23:40                | 23:50                |
| ------ | ------------------ | ---------------------- | ------------------------------ | ------------------ | ------------------ | ------------------ | ------------------ | -------------------- | -------------------- | -------------------- | -------------------- | -------------------- | -------------------- | -------------------- | -------------------- | -------------------- |
| 星期一 | 新闻眼             | 江苏新时空、时空气象站 | 转播中国中央电视台《新闻联播》 | 幸福剧场：书卷一梦 | 幸福剧场：书卷一梦 | 幸福剧场：书卷一梦 | 幸福剧场：书卷一梦 | 一站到底             | 一站到底             | 一站到底             | 此刻，向远方         | 此刻，向远方         | 此刻，向远方         | 此刻，向远方         | 此刻，向远方         | 晚间新闻             |
| 星期二 | 新闻眼             | 江苏新时空、时空气象站 | 转播中国中央电视台《新闻联播》 | 幸福剧场：书卷一梦 | 幸福剧场：书卷一梦 | 幸福剧场：书卷一梦 | 幸福剧场：书卷一梦 | 芝麻开门             | 芝麻开门             | 新相亲时代（精华版） | 新相亲时代（精华版） | 新相亲时代（精华版） | 新相亲时代（精华版） | 新相亲时代（精华版） | 新相亲时代（精华版） | 新相亲时代（精华版） |
| 星期三 | 新闻眼             | 江苏新时空、时空气象站 | 转播中国中央电视台《新闻联播》 | 幸福剧场：书卷一梦 | 幸福剧场：书卷一梦 | 幸福剧场：书卷一梦 | 幸福剧场：书卷一梦 | 你所不知道的水韵江苏 | 你所不知道的水韵江苏 | 你所不知道的水韵江苏 | 现在就出发           | 现在就出发           | 现在就出发           | 现在就出发           | 现在就出发           | 新相亲时代（精华版） |
| 星期四 | 新闻眼             | 江苏新时空、时空气象站 | 转播中国中央电视台《新闻联播》 | 幸福剧场：书卷一梦 | 幸福剧场：书卷一梦 | 幸福剧场：书卷一梦 | 幸福剧场：书卷一梦 | 梦想创业家           | 梦想创业家           | 梦想创业家           | 心动一千一百公里     | 心动一千一百公里     | 心动一千一百公里     | 新相亲时代（精华版） | 新相亲时代（精华版） | 新相亲时代（精华版） |
| 星期五 | 新闻眼             | 江苏新时空、时空气象站 | 转播中国中央电视台《新闻联播》 | 幸福剧场：书卷一梦 | 幸福剧场：书卷一梦 | 中华书院           | 中华书院           | 打歌2025             | 打歌2025             | 打歌2025             | 打歌2025             | 打歌2025（重播）     | 打歌2025（重播）     | 打歌2025（重播）     | 打歌2025（重播）     | 晚间新闻             |
| 星期六 | 新闻眼             | 江苏新时空、时空气象站 | 转播中国中央电视台《新闻联播》 | 幸福剧场：书卷一梦 | 幸福剧场：书卷一梦 | 非诚勿扰           | 非诚勿扰           | 非诚勿扰             | 非诚勿扰（精华版）   | 非诚勿扰（精华版）   | 非诚勿扰（精华版）   | 非诚勿扰（精华版）   | 江苏卫视综艺精选     | 江苏卫视综艺精选     | 江苏卫视综艺精选     | 江苏卫视综艺精选     |
| 星期日 | 时代问答、百炼成钢 | 江苏新时空、时空气象站 | 转播中国中央电视台《新闻联播》 | 幸福剧场：书卷一梦 | 幸福剧场：书卷一梦 | 幸福剧场：书卷一梦 | 国医少年志         | 国医少年志           | 国医少年志           | 国医少年志           | 种地吧               | 种地吧               | 种地吧               | 江苏卫视综艺精选     | 江苏卫视综艺精选     | 江苏卫视综艺精选     |

### 王牌节目

#### 《非诚勿扰》
《非诚勿扰》是由中国大陆江苏卫视制作的一档以婚恋交友为核心的社会生活服务真人秀节目，于2010年1月15日开播，取代同一时段播出的引进英国版权的歌唱节目《谁敢来唱歌》。由江苏电视台新闻节目主持人孟非主持，现另由黄菡分析点评，由一位男明星主持《非诚合伙人》。节目内容取材自在全世界范围被广泛采用的英国独立电视台的两性联谊节目《Take Me Out》，和2008-2009播出的澳大利亚节目《Taken Out》。自《非诚勿扰》2010年1月15日开播以来，截止6月6日，共播出34期节目（其中3月13日一期为往期经编回顾），并从3月13日起改为双播（一周两期），又在2015年开始改为单播（一周一期），曾以4.53%的收视率（CSM34）刷新省级卫视从2005年以来的收视最高记录，目前的收视率大概均在2%（CSM50），呈稳定形势。非诚勿扰曾经改版过几次，最后一次改版于2015年1月的第一个星期六播出。

#### 《最强大脑》
《最强大脑》是中国江苏卫视制作的一档专注于传播脑科学知识和脑力竞技的节目，源自德国节目《Super Brain》，于2014年1月3日正式开播。由蒋昌建主持，魏坤琳担任科学评审，由李永波、陶晶莹和孟非作为常驻嘉宾评委。选手通过嘉宾的0~5的预判分乘以科学评审魏坤琳的1~10难度系数分来决定是否晋级到挑战赛，最终将会有12名选手进入中国战队与其他国家的选手挑战脑力比拼，第一季与德国、西班牙和意大利的选手比拼。节目全程邀请科学家，从科学角度，探秘天才的世界，把科学带出实验室，“让科学流行起来”。节目由《非诚勿扰》团队制作，中国、德国、意大利、西班牙与Endemol集团的国际团队合作。《最强大脑》第一季与每周五晚上22点整播出，创下2.74%的高收视率和10.42%的高收视份额排名收视第一。《最强大脑》第二季于每周五晚21点10分在江苏卫视准时播出，并率先在优酷土豆全网独播。

### 节目摘要
注：以下列表仅记录2010年起至今的节目节目摘要。
| 現播常態 |          |            |            |              |          |        |
| 非诚勿扰 | 芝麻開門 | 新相亲时代 | 我們的挑戰 | 足球解说大会 | 美好时代 | 昆仑决 |

| 季播                 |            |                |              |                                   |            |              |            |
| 花樣年華             | 全能星戰   | 星跳水立方     | 明星到我家   | 星廚駕到                          | 火線英雄   | 最強大腦     | 絕對唱響   |
| 名師高徒             | 最強天團   | 帶你看星星     | 遠方的爸爸   | 走向世界的盡頭                    | 為她而戰   | 我們相愛吧   | 世界青年說 |
| 我們戰鬥吧           | 蓋世音雄   | 蒙面唱將猜猜猜 | 我们仨       | 无限歌谣季                        | 嗨，唱起来 | 金曲捞       | 不凡的改变 |
| 新相亲大会           | 我们恋爱吧 | 蒙面舞王       | 閃閃發光的你 | 怦然心动20岁                      | 超脑少年团 | 我在岛屿读书 | 大使的厨房 |
| 你所不知道的水韵江苏 | 非来不可   | 音你而来       | 音乐缘计划   | 父女旅行团 （与优漫卡通卫视联播） |            |              |            |

| 已結束（停播） |            |              |            |            |            |              |          |
| 絕對唱響       | 名師高徒   | 幸福晚點名   | 老公看你的 | 突出重圍   | 脫穎而出   | 夢想成真     | 不見不散 |
| 人間           | 非常不一班 | 一站到底     | 百变达人   | 我们的乐队 | 我是女演員 | 点赞！达人秀 | 2060     |
| 新生万物       | 野挺有趣   | 舌尖上的乡村 |            |            |            |              |          |

#### 特别节目
- 《中国智慧中国行》（大型通俗理论节目、国家广播电视总局指导，中共江苏省委宣传部、江苏省广播电视局、江苏省广播电视台联合出品，主持人：赵丹军）
- 《文耀中华》（大型通俗理论节目、国家广播电视总局指导，中共江苏省委宣传部、江苏省广播电视局、江苏省广播电视台联合出品，主持人：赵丹军）

## 自制剧集

### 2009年
- 《人间正道是沧桑》
- 《人活一张脸》
- 《战地浪漫曲》

### 2010年
- 《老大的幸福》

### 2011年
- 《新海岩生死之恋三部曲》：
  - 《新玉观音》
  - 《新永不瞑目》
  - 《新拿什么拯救你，我的爱人》
- 《裸婚时代》

### 2013年
- 《新戀愛時代》

### 2014年
- 《第二次人生》

### 2015年
- 《特种兵之霹雳火》

### 2018年
- 《爱情的边疆》
- 《香蜜沉沉烬如霜》
- 《我们的四十年》
- 《江河水》

## 收視率
| 年份 | 全天收视率（4岁以上人群） | 市場份額 | 省級衛視排名 | 上星频道排名（含央视） | 來源  |
| ---- | ------------------------- | -------- | ------------ | ---------------------- | ----- |
| 2006 | 0.111                     | 0.854    | 7            | 18                     | CSM35 |
| 2007 | 0.15                      | 1.19     | 5            |                        | CSM35 |
| 2008 |                           |          |              |                        |       |
| 2009 | 0.294                     | 2.246    | 2            |                        | CSM23 |
| 2010 | 0.317                     | 2.495    | 2            |                        | CSM34 |
| 2011 | 0.295                     | 2.389    | 2            |                        | CSM39 |
| 2012 | 0.355                     | 2.815    | 2            |                        | CSM44 |
| 2013 | 0.306                     | 2.497    | 2            |                        | CSM46 |
| 2014 | 0.292                     | 2.454    | 2            |                        | CSM50 |
| 2015 | 0.246                     | 2.136    | 3            | 9                      | CSM50 |
| 2016 | 0.238                     | 2.127    | 4            |                        | CSM52 |
| 2017 | 0.210                     | 2.081    | 4            | 10                     | CSM52 |
| 2018 | 0.187                     | 2.02     | 5            |                        | CSM52 |
| 2019 | 0.219                     | 2.478    | 4            | 8                      | CSM55 |
| 2020 | 0.32                      | 2.85     | 4            |                        | CSM59 |
| 2021 | 0.39                      | 3.82     | 3            |                        | CSM63 |
| 2022 | 0.222                     | 2.851    | 3            | 8                      | CSM63 |